# Agdenes
Agdenes là một đô thị hạt Trøndelag, Na Uy. Nó là một phần của khu vực Orkdalen. Trung tâm hành chính là làng Lensvik.
Agdenes đã được tách ra từ Orland ngày 1 tháng 1 năm 1896. Lensvik được sáp nhập với Agdenes ngày 01 tháng 1 năm 1964. Đô thị này nằm ở cuối phía nam của cửa Trondheimsfjord. Giáp các đô thị của Hitra, Orland, Rissa, Orkdal, và Snillfjord.